# NGC 3940
NGC 3940 is een elliptisch sterrenstelsel in het sterrenbeeld Leeuw. Het hemelobject werd op 26 april 1785 ontdekt door de Duits-Britse astronoom William Herschel.

## Synoniemen
- UGC 6852
- MCG 4-28-82
- ZWG 127.89
- PGC 37224